# Réveillon chez Bob
Pour plus de détails, voir Fiche technique et Distribution.
Réveillon chez Bob est un film français réalisé par Denys Granier-Deferre, sorti en 1984.

## Synopsis
Le petit Jérémie essaie par tous les moyens de réunir ses parents séparés. Il fait croire à son père Louis (Jean Rochefort) que sa mère vit en concubinage avec un certain Bob, qui les maltraite tous deux. La nuit du réveillon, Louis décide de se rendre dans la résidence où habite son ex-femme, pour donner une leçon à ce fameux Bob, qui est en réalité un simple ami de son ex-femme. Mais les choses ne se passent pas comme prévu : Louis sait que son ex-femme habite une tour dans une résidence, mais ignore son adresse exacte. En arrivant, il rencontre par hasard un convive, Thierry, et sa maîtresse Florence. Tous trois se perdent dans l'immense résidence et font une série de rencontres surprenantes...

## Fiche technique
Source IMDb
- Titre : Réveillon chez Bob
- Réalisation : Denys Granier-Deferre
- Scénario : Jacques Audiard et Denys Granier-Deferre
- Dialogues : Yves Stravides
- Photographie : Alain Derobe
- Musique de Michel Magne
- Costumes : Guy Laroche
- Pays d'origine :  France
- Langue: français
- Format : couleur
- Genre : comédie
- Durée : 83 minutes
- Date de sortie : France : 12 décembre 1984
- Affiche : Michel Landi (France)

## Distribution
Source IMDb
- Jean Rochefort : Louis Alban
- Guy Bedos : Thierry 'T.H.' Hubert
- Agnès Soral : Florence, dite Flo
- Michel Galabru : Douglas
- Bernard Fresson : Kremeur
- Mireille Darc : Madeleine
- Thierry Magnier : Jérémie
- Sam Karmann : Roby
- Paolo Castorina : Caruzo